# Liste der Baudenkmale in Tikokino
Die Liste der Baudenkmale in Tikokino umfasst alle vom New Zealand Historic Places Trust (NZHPT) als „Historic Place“ oder „Historic Area“ eingestuften Baudenkmale und Flächendenkmale der neuseeländischen Ortschaft Tikokino. Die Angaben stammen aus dem Register des NZHPT. Die Bezeichnungen der Baudenkmale orientieren sich an diesem Register. In die Liste werden auch bekannte Wahi Tapu (Area), kulturell und religiös bedeutsame Stätten und Gebiete der Māori, aufgenommen. Sie werden jedoch meist nicht publiziert.

| Bild                                | Bezeichnung                             | Ort      | Anschrift                   | Beschreibung                   | Bauzeit | Eintrag       | Nummer | Kat. |
| ----------------------------------- | --------------------------------------- | -------- | --------------------------- | ------------------------------ | ------- | ------------- | ------ | ---- |
| Gwavas Station Homestead and Garden | Gwavas Station Homestead and Garden     | Tikokino | 5740 State Highway 50 Karte | Wohnhaus und Garten einer Farm | 1890    | 28. Juni 1984 | 0173   | 1    |
| BW                                  | Gwavas Station Woolshed                 | Tikokino | 5740 State Highway 50 Karte | Wollschuppen                   | 1860    | 7. April 1983 | 1044   | 2    |
| BW                                  | Gwavas Station original Homestead       | Tikokino | 5740 State Highway 50 Karte | Wohnhaus                       | n.a.    | 7. April 1983 | 2754   | 2    |
| BW                                  | Springvale Station Homestead            | Tikokino | Holden Road Karte           | Wohnhaus                       | n.a.    | 7. April 1983 | 1055   | 2    |
| BW                                  | Springvale Station Totara Slab Whare    | Tikokino | Holden Road Karte           | Wohnhaus                       | n.a.    | 7. April 1983 | 1056   | 2    |
| BW                                  | Springvale Station Woolshed             | Tikokino | Holden Road Karte           | Wollschuppen                   | n.a.    | 7. April 1983 | 1057   | 2    |
| BW                                  | Springvale Station Concrete Block Whare | Tikokino | Holden Road Karte           | Wohnhaus                       | n.a.    | 7. April 1983 | 2758   | 2    |
| BW                                  | Post Office (Former)                    | Tikokino | Humbold Street Karte        | Postamt, ehemaliges            | n.a.    | 7. April 1983 | 2759   | 2    |